# Menas (biskup Połocka)
Menas, biskup Połocka, z cs. Mina Połocki cs. Swiatitiel Mina, jepiskop Połockij (zm. 20 czerwca 1116 w Połocku) – pierwszy znany z imienia prawosławny biskup połocki w latach 1105–1116 i pierwszy święty prawosławny ziemi białoruskiej.
Przez długi okres pełnił posługę w monasterze kijowsko-pieczerskim. Był ihumenem w monasterze jaskiniowym w Zwierzyńcu. Autor Powieści lat minionych odnotował fakt powołania go na biskupstwo połockie:

Ustanowił metropolita [...] Minę w Połocku, grudnia 13 dnia.

Zmarł 20 czerwca 1116 r.
Jego wspomnienie liturgiczne obchodzone jest 20 czerwca/3 lipca i w 3. niedzielę po Pięćdziesiątnicy (Sobór świętych białoruskich), gdzie wymieniany jest wraz z gronem świętych białoruskich. Wspominany jest również w drugim tygodniu wielkiego postu wraz z gronem wszystkich ojców kijowsko-pieczerskich.
Wspomnienie o nim zawiera Pateryk Kijowsko-Pieczerski.
W ikonografii święty ubrany jest w biało-czarne, liturgiczne szaty biskupie i mitrę. Ma niedługą brodę i dłuższe, spadające na plecy włosy. Prawą ręką błogosławi, w lewej trzyma Ewangelię. Najczęściej przedstawiany jest w gronie innych świętych na ikonie Soboru świętych białoruskich.
3 lutego 2016 decyzją Soboru Biskupów Rosyjskiego Kościoła Prawosławnego został kanonizowany do wspólnokościelnego kultu